# Saline (Francja)
Saline – gmina we Francji, w regionie Normandia, w departamencie Calvados. W 2013 roku liczba ludności wynosiła 5437 mieszkańców. 
Gmina została utworzona 1 stycznia 2017 roku z połączenia dwóch ówczesnych gmin: Sannerville oraz Troarn. Siedzibą gminy została miejscowość Troarn.